# Sir Kirke
Sir Kirke ligger i Sir Sogn, Holstebro Kommune (Viborg Stift).

## Udseende og interiør
Sir Kirke var oprindeligt en teglstenskirke, og da man i 1888 rev det meste af den ned, byggede man en ny i samme materiale, idet hele ydersiden blev kalket hvid. Kirken er tårnløs, men har en klokkekam over den vestlige gavl.
Prædikestolen er fra slutningen af 1600-tallet og lavet i renæssancestil. Den er bemalet i 1989 af Sven Havsteen-Mikkelsen. Altertavlen er skabt i glasmosaik af Johan Thomas Skovgaard i 1959 og forestiller Jesus som den gode hyrde i blå kjortel.

## Historie
Sir Kirke stammer fra 1400-tallet. En stor del af kirken blev revet ned i 1888, hvorpå den nuværende kirkebygning blev rejst. I den forbindelse lavede man klokkekammen, og i 1959 kom våbenhuset til. Der blev lavet en række kalkmalerier ved opførelsen i 1888, men disse er senere kalket over.

## Galleri
- Kirkens indre
- Vestgavlen med klokkekammen